# Lamprosema sorosi
Lamprosema sorosi là một loài bướm đêm trong họ Crambidae.